# Platerosia rotundipennis
Platerosia rotundipennis är en fjärilsart som beskrevs av W. Warren 1896. Platerosia rotundipennis ingår i släktet Platerosia och familjen Uraniidae. Inga underarter finns listade i Catalogue of Life.